# MC Papo
MC Papo, nome artístico de Alexandre Materna (Bruxelas, c. 1990) é um cantor de reggaeton brasileiro.
Nascido na Bélgica de pai belga e mãe brasileira, a família se transferiu para Minas Gerais quando tinha dois anos de idade.. Tornou-se conhecido nacionalmente pelo hit "Piriguete".

## Discografia

### Albuns
- 2009 - Futuro Ex-Pobre[6]
- 2011 - El Magrelo[7]

### Singles
- - Piriguete[8]
- - Lembrança de Moleque (Eu Pichava Sim)[9]
- - Quando Vejo Você[10]
- - Rádinho de Pilha[11]
- - Tudo Pra Dar Errado[12]
- - Eles Falam (com tiOteD)[13]
- - E a Lili passou
- - Diego Amassa Viviane